# Berta chrysolineata
Berta chrysolineata là một loài bướm đêm thuộc họ Geometridae. Nó trải rộng từ vùng nhiệt đới Ấn-Úc tới Solomons.
Sải cánh dài khoảng 20 mm.
Ấu trùng ăn các loài Ricinus communis. Một số thức ăn khác bao gồm Nephelium.

## Phụ loài
- Berta chrysolineata chrysolineata (Sri Lanka)
- Berta chrysolineata hainanensis Prout, 1912 (Ấn Độ tới Seram và có thể New Guinea)
- Berta chrysolineata eccimena Prout, 1912 (quần đảo Bismarck)
- Berta chrysolineata leucospilota (Turner, 1904) (Úc)
- Berta chrysolineata fenestrata (Prout, 1913) (quần đảo Solomon)